# Zodarion costablancae
Zodarion costablancae là một loài nhện trong họ Zodariidae.
Loài này thuộc chi Zodarion. Zodarion costablancae được Robert Bosmans miêu tả năm 1994.